# Lepidasthenia minikoensis
Lepidasthenia minikoensis är en ringmaskart som beskrevs av Thomas Henry Potts 1910. Lepidasthenia minikoensis ingår i släktet Lepidasthenia och familjen Polynoidae. Inga underarter finns listade i Catalogue of Life.